# Desa Lamawolo (administrativ by i Indonesien, lat -8,39, long 123,25)
Desa Lamawolo är en administrativ by i Indonesien.   Den ligger i provinsen Nusa Tenggara Timur, i den sydöstra delen av landet, 1 800 km öster om huvudstaden Jakarta. Desa Lamawolo ligger på ön Pulau Adonara.